# Armoriale dei comuni dell'Alta Loira
Questa pagina contiene le armi (stemma e blasonatura) dei comuni della Haute-Loire.
| Stemma | Nome del comune e blasonatura |
| ------ | --- |
|        | Allègre - De gueules à une tour d'argent, accompagnée de six fleurs de lys du même rangées en deux pals. (di rosso, alla torre d'argento, accompagnata da sei gigli dello stesso ordinati in due pali) - D'azur, à une bande losangée d'or et de sinople. (d'azzurro, alla banda losangata d'oro e di verde) |
|        | Auzon D'Alzon: De gueules fretté d'or, entre-semé de fleurs de lys du même. (di rosso cancellato d'oro, seminato internamente di gigli dello stesso) |
|        | Bas-en-Basset D'or à une amphore de gueules. (d'oro, all'anfora di rosso) |
|        | Beauzac De sable au sautoir d'argent, cantonné de quatre étoiles de six rais du même. (di nero, alla croce di Sant'Andrea d'argento, accantonata da quattro stelle di sei raggi dello stesso) |
|        | Blesle D'azur semé de trèfles d'or, au chevron d'argent brochant sur le tout. (d'azzurro seminato di trifogli d'oro, allo scaglione d'argento) |
|        | Brioude De gueules à la ruche d'or, accompagné de six abeilles du même ordonnées en orle, au chef cousu d'azur semé de fleurs de lys aussi d'or (source ). (di rosso, all'alveare d'oro, accompagnato da sei api dello stesso ordinate in orlo; al capo cucito d'azzurro seminato di gigli pure d'oro) |
|        | Brives-Charensac D'azur à un pont d'argent, surmonté de trois épis d'or. (d'azzurro, al ponte d'argento, sormontato da tre spighe d'oro) |
|        | La Chaise-Dieu D'or à un gonfanon de gueules, frangé de sinople, chargé de deux clefs du champ passées en sautoir. (d'oro, al gonfalone di rosso, frangiato di verde, caricato di due chiavi del campo passate in decusse) |
|        | Chambon-sur-Lignon De gueules à un cerf contourné d'or, ramé d'azur, accompagné en pointe de deux palmes d'argent les tiges passées en sautoir, au chef cousu d'azur chargé de trois croissants aussi d'argent. (di roso, al cervo rivoltato d'oro, ramoso d'azzurro, accompagnato in punta da due palme d'argento con i fusti passati in decusse, al capo cucito d'azzurro caricato di tre crescenti pure d'argento)                                  |
|        | Chassignolles (Alta Loira) De gueules à trois têtes de lion d'or. (di rosso, a tre teste di leone d'oro) |
|        | Craponne-sur-Arzon Parti : au premier fascé d'argent et de gueules de six pièces, au second d'azur à la fasce d'or, accompagné en chef d'une fleur de lys d'argent et en pointe d'un étui de crosse du même. (partito: nel 1º fasciato d'argento e di rosso; nel 2º d'azzurro, alla fascia d'oro, accompagnata in capo da un giglio d'argento e in punta da una custodia di pastorale dello stesso)                                                    |
|        | Domeyrat Ecartelé, en 1 et 3 d'azur à trois couronnes d'or en pal, en 2 et 4 de gueules à trois épées du second en fasce, celle du milieu pointe en bas. (Basato sulle foto del sito https://web.archive.org/web/20061201080214/http://chateaudomeyrat.free.fr/album/index.htm ) (inquartato: nel 1º e 4º d'azzurro, a tre corone d'oro in palo; nel 2º e 3º di rosso, a tre spade del secondo ordinate in fascia, quella centrale rovesciata)         |
|        | Dunières Tiercé en pairle renversé : au 1er d'azur à la croix d'argent, au 2e fascé d'or et d'azur, au 3e de gueules à une tour carrée d'argent maçonnée et ajourée de sable. (…) |
|        | Félines D'azur à la fasce ondée d'argent, accompagnée en chef d'une pomme de pin accostée de deux croisettes pattées et en pointe d'une amphore, le tout d'or. (d'azzurro, alla fascia ondata d'argento, accompagnata in capo da una pigna accostata da due crocette patenti e in punta da un'anfora, il tutto d'oro) |
|        | Fontannes Tiercé en pairle renversé : au premier de gueules à une coquille d'argent, au deuxième de sinople à un étui de crosse d'argent, au troisième d'or à une ancre de sable. (interzato in pergola rovesciata: nel 1º di rosso, alla conchiglia d'argento; nel 2º di verde, a una testa di pastorale d'argento; nel 23º d'oro, all'ancora di nero)                                                                                                |
|        | Langeac D'azur à un coq d'argent, crêté et barbillonné de gueules, surmonté d'une fleur de lys d'or. (d'azzurro, al gallo d'argento, crestato e bargigliato di rosso, sormontato da un giglio d'oro) |
|        | Lavaudieu D'azur au chevron d'or, accompagné de trois étoiles d'argent. (d'azzurro, allo scaglione d'oro, accompagnato da tre stelle d'argento) |
|        | Lempdes-sur-Allagnon D'azur à la fasce ondée d'argent, accompagnée en chef d'une couronne comtale d'or, sommée de perles aussi d'argent, accostée de deux feuilles d'orme aussi d'or, et en pointe d'une tête de lion du même . (d'azzurro, alla fascia ondata d'argento, accompagnata in capo da una corona comitale d'oro, cimata da perle pure d'argento, accostata da due foglie d'olmo pure d'oro, e in punta da una testa di leone dello stesso) |
|        | Loudes D'azur, à deux chevrons d'argent et un chevron de sable (d'azzurro, a due scaglioni d'argento e uno di nero) |
|        | Monistrol-sur-Loire De gueules à un senestrochère d'or mouvant du flanc dextre et tenant une crosse du même accostée d'une épée d'argent garnie aussi d'or. (di rosso, al sinistrocherio d'oro movente dal fianco destro e tenente un pastorale dello stesso accostato da una spada d'argento guarnita pure d'oro) Motto : ad utrumque paratus (pronto per ambo i casi).                                                                               |
|        | Montfaucon-en-Velay D'azur à trois fleurs de lys d'argent, mal ordonnées. (d'azzurro a tre gigli d'argento mal ordinati) |
|        | Polignac Fascé d'argent et de gueules de six pièces. (fasciato d'argento e di rosso) |
|        | Le Puy-en-Velay D'azur semé de fleurs de lys d'or à l'aigle au vol abaissé d'argent, armée, becquée et lampassée de gueules, brochant sur le tout; l'écu accolé de deux palmes de sinople liées d'azur. (d'azzurro seminato di gigli d'oro, all'aquila dal volo abbassato d'argento, armata, rostrata e lampassata di rosso, attraversante sul tutto; lo scudo accollato da due palme di verde legate d'azzurro)                                       |
|        | Saint-Didier-en-Velay D'or au chef d'azur, à une tour renflée d'argent maçonnée de sable, donjonnée de trois pièces, ouverte et ajourée de gueules, brochant sur deux haches d'armes d'argent, emmanchées de gueules, adossées en chevron renversé, le tout brochant et surmonté d'une couronne murale de trois tours d'argent.. |
|        | Saint-Hilaire Coupé : au premier recoupé émanché d'or et de sinople, au second parti au I d'azur à un étui de crosse d'argent et au II de gueules à une tête de lion d'or. (troncato: nel 1º ritroncato inchiavato d'oro e di verde; nel 2º partito: in I d'azzurro, alla testa di pastorale d'argento, e in II di rosso, alla testa di leone d'oro)                                                                                                   |
|        | Saint-Julien-Chapteuil D'azur au lion d'argent, armé et lampassé de gueules. (d'azzurro, al leone d'argento, armato e lampassato di rosso) |
|        | Saint-Julien-Molhesabate de gueules à la tête de faucon d'or; au mantel d'argent chargé de deux sapins arrachés de sinople, au chef d'azur chargé de trois soleils aussi d'or. (di rosso, alla testa di falco d'oro; alla cappa d'argento caricata di due abeti sradicati di verde; al capo d'azzurro caricato di tre soli pure d'oro) |
|        | Saint-Paul-de-Tartas De gueules à une crosse d'argent passée en sautoir avec une épée renversée du même, garnie d'or, au chef cousu d'azur chargé d'une fleur de lys aussi d'or accostée de deux étoiles du même. (di rosso, al pastorale d'argento passato in decusse con una spada rovesciata dello stesso, guarnita d'oro, al capo cucito d'azzurro caricato di un giglio pure d'oro accostato da due stelle dello stesso)                          |
|        | Saint-Paulien De sinople à trois croissants d'or, au chef cousu de gueules chargé de deux fleurs de lys d'argent. (di verde, a tre crescenti d'oro; al capo cucito di rosso, caricato di due gigli d'argento) |
|        | Saint-Préjet-d'Allier Ecartelé, au 1 de gueules à la hache d'armes contournée d'argent, au 2 d'azur à la mitre d'or, au 3 d'azur au soleil d'or, au 4 de gueules au cerf passant d'argent. (inquartato: nel 1º di rosso, all'ascia d'armi rivoltata d'argento; nel 2º d'azzurro, alla mitra d'oro; nel 3º d'azzurro, al sole d'oro; nel 4º di rosso, al cervo passante d'argento)                                                                      |
|        | Sainte-Sigolène D'argent au lion de gueules, couronné d'or. (d'argento, al leone di rosso, coronato d'oro) |
|        | Saugues D'azur, à la lettre capitale S d'argent, cernée de deux rameaux montant d'une même branche de sinople, surmontée d'un soleil d'or. (d'azzurro, alla lettera maiuscola S d'argento, cinta da due fronde montanti da uno stesso ramo di verde, sormontata da un sole d'oro) |
|        | Tence Parti : au premier d'or à la fasce d'azur, accompagnée de trois merlettes de sable, au second de gueules à la croix cléchée, vidée et pommetée de douze pièces d'or. (partito: nel 1º d'oro, alla fascia d'azzurro, accompagnata da tre merlotti di nero; nel 2º di rosso, alla croce a chiave, vuota e pomettata di dodici pezzi d'oro) |
|        | Yssingeaux D'azur à cinq coqs d'or crêtés, barbés et membrés de gueules, ordonnés 2,1 et 2, les deux en chef et les deux en pointe affrontés, soutenus d'une fleur de lys aussi d'or. (d'azzurro, a cinque galli d'oro, crestati, bargigliati e membrati di rosso, ordinati 2, 1 e 2, i due in capo e i due in punta affrontati, sostenuti da un giglio pure d'oro) Motto : evocant auroram (annunciano l'aurora).                                     |